# Polens riksvapen
Polens riksvapen (riksvapen) är en örn av silver krönt med en krona av guld i rött fält.
Den utfomning av vapnet som oftast används i våra dagar stammar från 1927 men äldre konstnärliga utformningar finns också. Den vita örnen beskrivs som polackernas standar i en krönika från 1100-talet. Den förekommer också på Mieszko I:s mynt från slutet av 900-talet.
Polens vapen finns i Uppsala domkyrka vid Katarina Jagellonicas grav.
Under den kommunistiska tiden 1945-1990 användes samma vapen men utan krona på örnens huvud.

## Legend om vapnets ursprung
Enligt en senare uppkommen legend var det tre hövdingabröder; Lech, Czech och Rus som följdes åt på sin väg västerut för att bilda varsitt rike. De tre red slutligen åt var sitt håll med sina följen. Czech grundade Tjeckien och Rus det som blev Ryssland och Ukraina. När Lech kom till en plats i nuvarande Polen där han sökte en lägerplats för natten såg han en helvit örn flaxa upp från sitt näste mot den röda solnedgången, vilket förklarar örnens färg och den röda bakgrunden på vapnet. Enligt legenden grundade Lech staden Gniezno (näste) på platsen och den staden blev Polens första huvudstad.

## Galleri

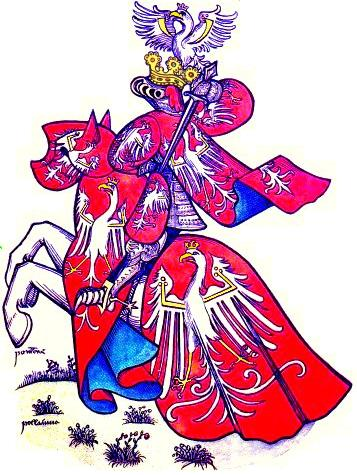
Kung av Polen i torneringsrustning
Polens riksvapen, 1919-1927
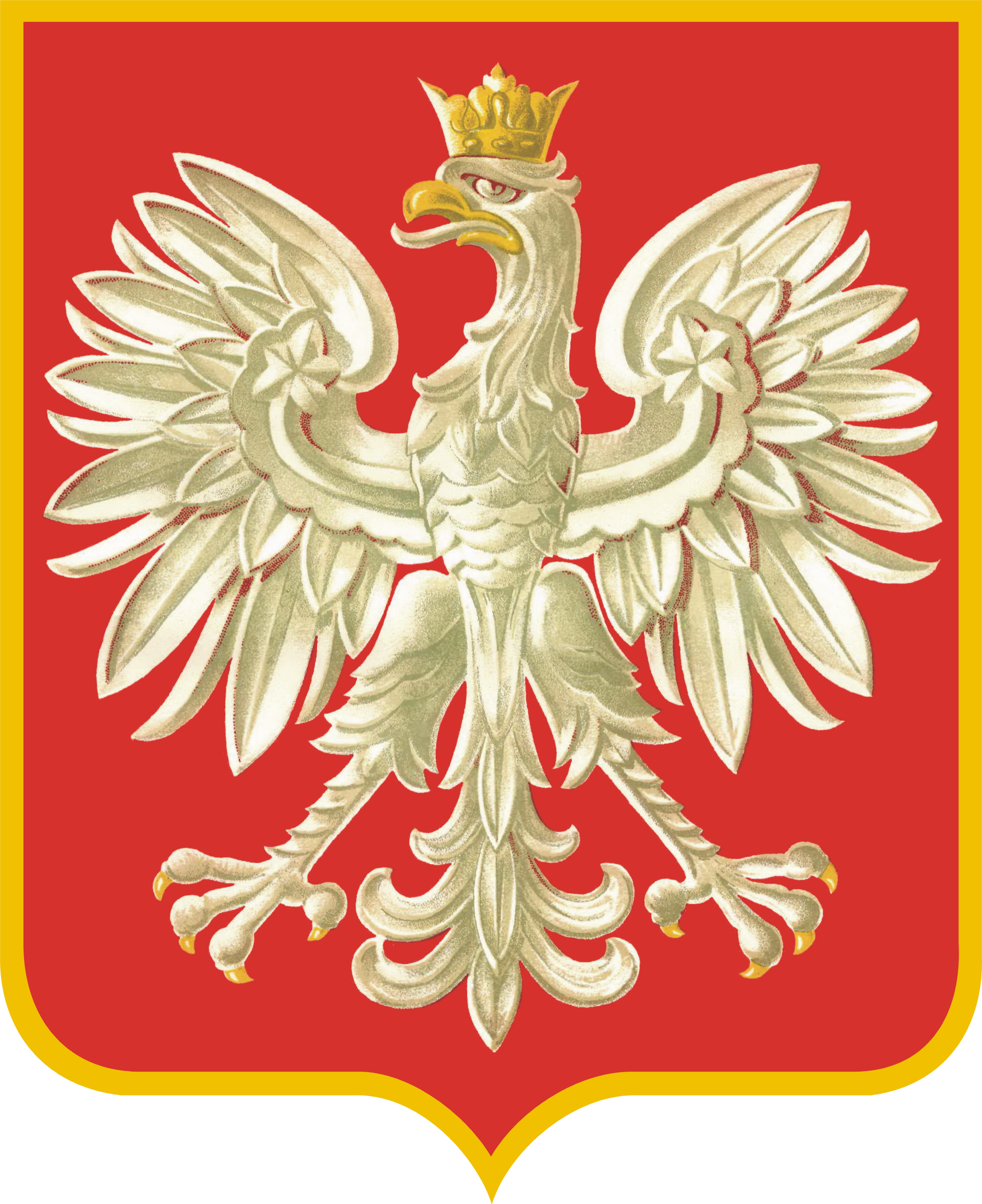
Polens riksvapen, 1927-1939
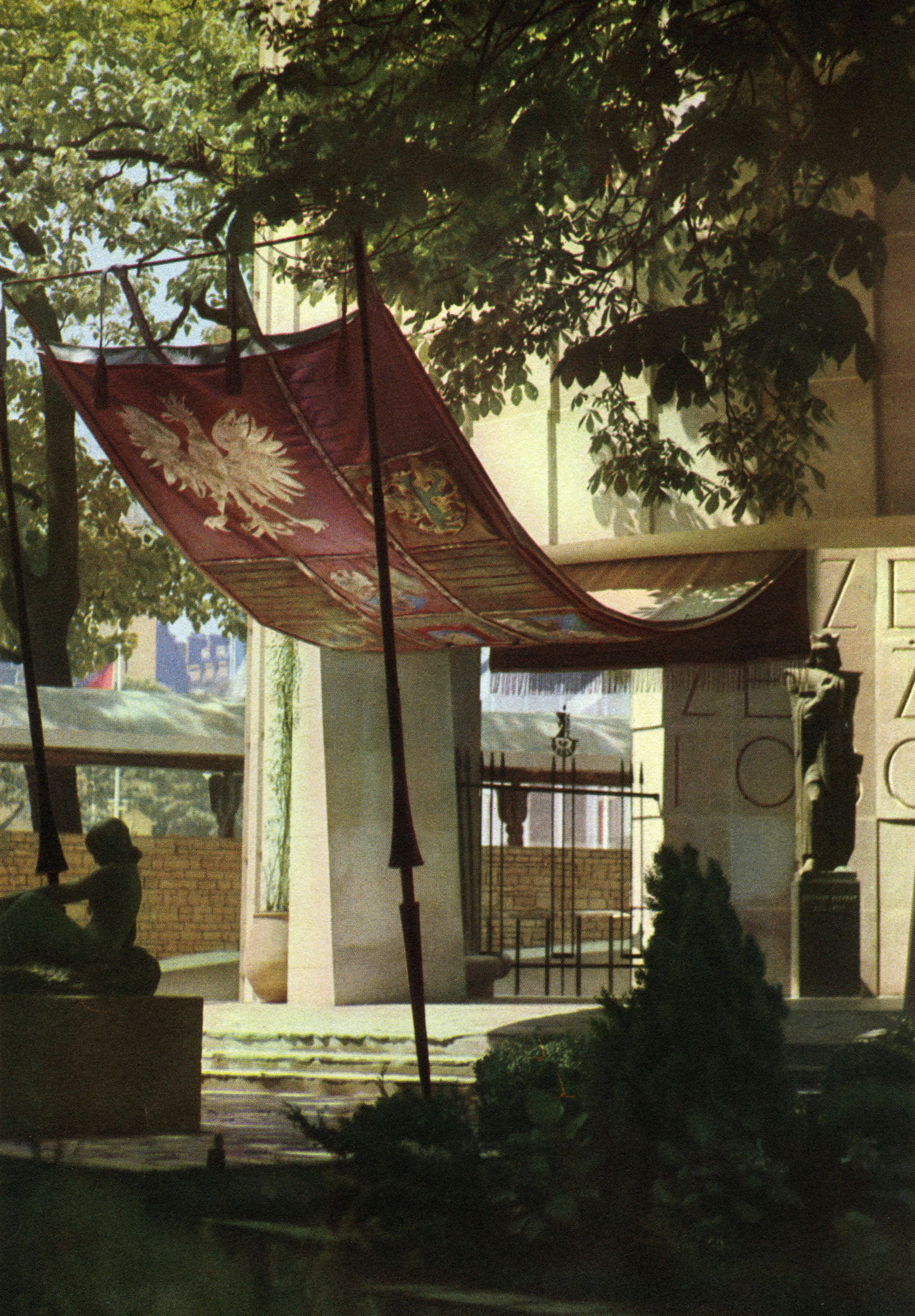
Polens riksvapen, Paris, 1937
Polens riksvapen 1945-1989